# Iaculo

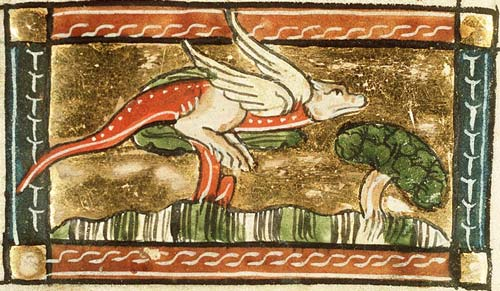
Lo iaculo in un'illustrazione dal Van der Naturen Bloeme di Jacob van Maerlant

Lo iaculo (o jaculo), noto anche come serpente giavellotto, è un ofide descritto da vari studiosi dell'antichità.

## Descrizione
Secondo le descrizioni che ne vengono fatte, lo iaculo ha un metodo di caccia particolare: si apposta su un albero e aspetta che gli passi sotto una preda, per poi lanciarsi velocissimo come una freccia e trapassarla da parte a parte, uccidendola sul colpo. A volte viene confuso con l'anfittero, altro rettile mitologico, da cui però differisce essendo più piccolo.